# Zagonetka (1997.)
Zagonetka: kulturno-zabavni mjesečnik bio je hrvatski zagonetački list iz Zagreba. Nastavak je lista Enigma. Prvi broj izašao je 1997. godine. Izlazio je dvotjedno do 2010. godine. Glavni urednik bio je Mirko Buconjić. Izdavač je bio je Opravdano. ISSN je 1331-3746. Imao je prilog Extra zagonetka (ISSN 1331-3754).